# 巴西黑伞鸟属
巴西黑伞鸟属（学名：Tijuca），也称两色伞鸟属，是伞鸟科下的一个属。

## 下属物种
本属包括以下物种：
- Tijuca atra Ferussac, 1829
- 灰翅伞鸟 Tijuca condita Snow, 1980